# Оуайн Гох ап Грифид
Оуайн Рыжий (валл. Owain Goch; ум. в 1282 году) — старший сын Грифида, сына Лливелина.

## Биография

### Первые годы
В 1239 году Оуайн и его отец были посажены в тюрьму, своим кузеном, Давидом, в замке Криккиет. После поражения в войне с Генрихом в 1241 году Давид выдал родственников королю Англии. В 1244 году Грифид пытался бежать из Тауэра, но погиб, после того как оборвалась веревка, по которой он спускался со стены. Гибель дяди развязала руки Давиду, который поднял восстание в Уэльсе. В 1245 году Генрих освободил Оуайна в надежде на то, что тот поднимет другое восстание противников Давида. Однако Оуайн предпочел остаться в Честере. В январе 1246 года Давид неожиданно умер.

### Вудстокское соглашение
На следующий год Оуайн и его брат Лливелин заключили с Генрихом мировое соглашение в Вудстоке, отказавшись от земель к востоку от реки Конуи. Оставшуюся территорию они поделили между собой.

### Битва и плен
Однако вскоре братья порвали с Генрихом. Тогда король Англии приблизил к себе Давида, третьего из сыновей Грифида. Когда он достиг совершеннолетия, Генрих пообещал сделать его королём Гвинеда. Лливелин отказался мириться с этим, а вот Оуайн неожиданно перешел на сторону Давида. Однако в июне 1255 года армия Оуайна и Давида была разбита Лливелином в битве у Брин Деруин, и братья попали в плен. Более двадцати лет Оуайн провел узником в замке Долбадам и был выпущен на свободу лишь в 1277 году, по соглашению в Аберконуи.

### Последние годы
После своего освобождения Оуайн больше не упоминается на страницах истории. Предположитеельно он умер в 1282 году. В том же году был подло убит его брат Лливелин.